# Phong trào những người không có đất

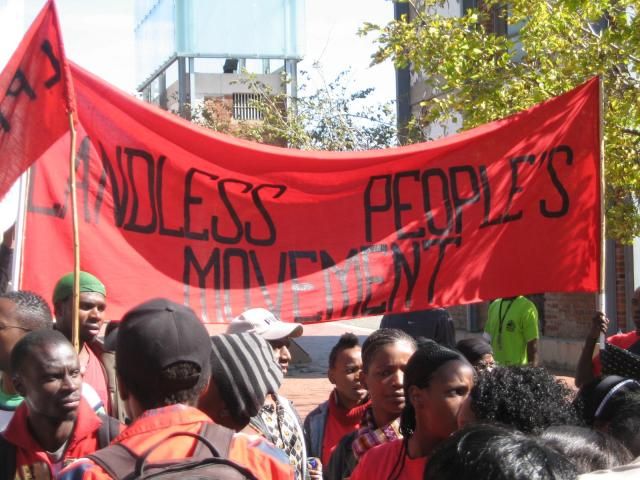
Phong trào những người không có đất bên ngoài Tòa Lập Pháp, ngày 14 tháng 5 năm 2009

Phong trào những người không có đất là một diễn biến độc lập ở Nam Phi. Nó bao gồm những nông dân và người sống trong những chiếc lán tạm bợ thuộc những khu định cư trong thành phố..Phong trào những người không có đất tẩy chay cuộc bầu cử nghị viện và có một lịch sử trước đó về vấn đề xung đột với các Quốc Hội thuộc cái quốc gia Châu Phi. Phong trào những người không có đất có liên quan đến thuật ngữ "Via Campesina" một cách quốc tế, và chi nhánh của nó ở Johannesburg đã thành lập Liên minh những người nghèo khổ tại Nam Phi.

## Lịch sử
Vào ngày 24 tháng 7 năm 2001 đại diện của các tỉnh và địa phương nơi mà người dân không có đất hình gặp nhau với các tổ chức địa phương để đoàn kết khiếu nại và chung tìm kiếm sự thay đổi, để làm giảm sự khó cuộc đấu tranh chung. Phong trào nổi dậy của những người không có đất được hình thành từ cuộc gặp này.
Mục đích chính ban đầu là để:
| - Tăng cường năng lực của người nông thôn không có đất để tổ chức có hiệu quả và bảo hộ cho quyền lợi của chính họ. - Để tăng tốc độ cải cách ruộng đất và tổ chức chính phủ để hành động ngay lời hứa của họ - Để mở rộng phong trào xuống phía nam cùng với mạng lưới hỗ trợ những người không có đất tại Nam Phi. - Để phát triển nhận thức cộng đồng quốc gia cũng như quốc tế về các nhu cầu của nông thôn không có đất cộng đồng ở Nam Phi[4] |
Phong trào ban đầu đã được hình thành và hỗ trợ của một tổ chức phi chính phủ các Ủy ban đất Quốc gia (NLC), nhưng trong năm 2003, nó đã dừng hợp tác với NLC và từ đó điều hành tự động.
Vào ngày 13 tháng 11 năm 2003 sau khi phong trào ban hành một Thông Cáo, Tổng thống Thabo Mbeki hỏi "Tại sao sự phát triển lại mang đến cho chúng ta từ không gì khác mà những thứ như súng ống và khủng bố" và yêu cầu một cuộc hành động ngay lập tức với mục đích ngưng tất cả các trang trại và trại đô thị tạm bợ.
Trong năm 2008 
chi nhánh Protea phía nam ở Johannesburg đã thắng một cuộc kiện trước tòa án thành phố Johannesburg.
Phong trào những người không có đất đã thành công trong việc kết nối sự tương đồng giữa các cộng đồng hai vùng nông thôn, và đất đô thị nơi đã từng bị tước đất.
Chi nhánh ở thị trấn Giyani và vùng làng mạc ở tỉnh Limpopo Nam Phi như sau.
- Hlaneki village
- Maswanganyi village
- Mbatlo village
- Phikela village
- Ngove village
- Giyani D1, Kremetart and section E townships
- Thomo village
- Mageva village
- Babangu village
- Silawa village

## Chi nhánh ở Johannesburg
Phong trào những người không có đất, hiện nay đã có chi nhánh tại các vùng định cư như:
- Protea South
- Harry Gwala
- Freedom Park
- Thembelihle
- Precast
- Lawley
- Protea Glen

## Sự đàn áp của nhà nước
Vào tháng 4 năm 2004, 57 thành viên của phong trào đã bị bắt giữ vào ngày bầu cử cho diễu hành dưới ngọn cờ khẩu hiệu 'Không có Đất! Không Có Bầu Cử!'. Một số các nhà hoạt động đã bị bắt cũng có thể bị tra tấn , và sau đó bị xét xử trước tòa án như hành động chống lại cảnh sát.
Vào tháng 9 năm 2007, Viện tự do ngôn luận đã báo cáo về một cuộc biểu tình ôn hòa của phong trào những người không có đất như sau:
 Một thành viên của tập đoàn Protea South, Mandisa Msewu, cho biết: "Các thành viên của SAPS đã bắn một cách ngẫu nhiên vào những người biểu tình, để lại vỉa hè phủ đầy vỏ đạn cao su xanh, cảnh sát cũng đã triển khai một chiếc trực thăng và pháo nước, đã bị bắn vào miệng bởi một viên đạn cao su, và một số cư dân khác đã được các nhân viên y tế đến tham dự vì bạo lực của cảnh sát. "

Trong tháng hai, năm 2009, một báo cáo cho rằng đã có tám người hoạt động trong Phong trào những người không có đất đã bị bắt giữ sau một cuộc biểu tình ôn hòa.
Phong trào tuyên bố đã có những hành động  đàn áp nghiêm trọng ở Johannesburg trong năm 2010, bao gồm cả bắt giữ, đốt phá và ám sát. Cũng trong năm 2010 một trong những nhà hoạt động của phong trào, Terrance Mbuleo (33), đã bị sát hại bởi tầng lớp trung lưu tại Soweto.

## Liên Minh của những người nghèo
Vào tháng 9 năm 2008, Western Cape Anti-Eviction Campaign, cùng với Abahlali baseMjondolo, Và chi nhánh trong Phong trào những người không có đất tại vùng Johannesburg và Liên minh đô thị tại KwaZulu-Natal đã thành lập tổ chức Liên minh của những người nghèoHọ từ chối mọi cuộc bầu cử chính trị dưới biểu ngữ 'Không có Đất! Không Có Nhà! Không Có Bầu Cử!'.

## Tìm kiếm tương tự
- Homeless Workers' Movement in Brazil
- Landless Workers' Movement in Brazil
- Movement for Justice in el Barrio in the Hoa Kỳ (USA)
- Narmada Bachao Andolan in India
- Naxalitesin India
- Take Back the Land in the USA
- Zapatista Army of National Liberation in México
- Via Campesina